# Jarosław Bręk
Jarosław Bręk (ur. 21 lutego 1977 w Poznaniu, zm. 11 kwietnia 2023 tamże) – polski śpiewak operowy, bas-baryton, pedagog, doktor habilitowany i profesor sztuki.

## Życiorys
Syn Leszka i Grażyny. W okresie od 1984 do 1996, jako uczeń szkoły podstawowej, występował w Poznańskich Słowikach prof. Stefana Stuligrosza.
W 2002 ukończył studia na Wydziale Wokalnym Akademii Muzycznej w Warszawie (z tytułem magister sztuki), w klasie śpiewu prof. Jerzego Artysza. Wyróżniony przez uczelnię medalem „Magna Cum Laude”.
W 2002 był zatrudniony jako śpiewak-solista w Warszawskiej Operze Kameralnej, od 2008 pracował również w Akademii Muzycznej w Poznaniu – wykładał przedmiot śpiew solowy w Instytucie Wokalistyki.
Od 2010 doktor sztuki muzycznej, od 2013 doktor habilitowany. W 2021 otrzymał tytuł profesora sztuki.
Pełnił funkcję dyrektora artystycznego festiwali muzycznych w Drezdenku i Krzyżu Wielkopolskim.

## Wyróżnienia[5]
- Krzyż Kawalerski Orderu Odrodzenia Polski w 2023 (pośmiertnie)[15][16]
- Złoty Krzyż Zasługi w 2021 – „za zasługi w działalności na rzecz społeczności lokalnej” (na wniosek Wojewody Łódzkiego)[17]
- Brązowy Medal „Zasłużony Kulturze Gloria Artis” w 2019[7][18]
- Nagroda Muzyczna „Fryderyk” w 2008[19], 2009[20], 2016[21], 2019[22] (album roku), nominacje: 2000[23], 2001[24], 2005[25], 2011[26], 2020[27]
- Odznaka Honorowa za Zasługi dla Województwa Lubuskiego w 2017[7][28]
- List laudacyjny Ministra Kultury z okazji 20-lecia pracy artystycznej w 2017[7][29]
- Odznaka honorowa „Za zasługi dla województwa wielkopolskiego” w 2016[7][30]
- Srebrny Krzyż Zasługi w 2015[7] – „za zasługi w działalności na rzecz rozwoju kultury”[31]
- Odznaka honorowa „Zasłużony dla Kultury Polskiej” w 2014[7][32]
- Nagroda „Złotego Orfeusza” w 2008, 2010 i 2014[33]
- Nominacja Grammy w 2008 w kategorii najlepsze wykonanie chóralne dla płyty Karol Szymanowski: Stabat Mater, nagraną pod batutą Antoniego Wita, wydaną przez Naxos[34]
- Medal Magna Cum Laude[8] przyznany przez Akademię Muzyczną w Warszawie w 2002 roku – za wybitne osiągnięcia artystyczne[7]
- Medal Młodej Sztuki przyznany przez Głos Wielkopolski w 2001 roku[7] – „za kontynuowanie wielkich tradycji wokalistyki poznańskiej”[35]
- Nominowany dwukrotnie do Paszportów „Polityki” (1999, 2000)[7][36]
- Reprezentował Polskie Radio podczas Europejskiej Trybuny Młodych Wykonawców (ang. International Rostrum of Young Performers[37][38]) w Lizbonie w 2000 roku, gdzie jako jedyny śpiewak znalazł się w gronie ośmiu laureatów[4][39]
- III Nagroda oraz dwie nagrody specjalne (najlepszy wykonawca w kategorii Oratorium-Śpiew) – 36. Międzynarodowy Konkurs Wokalny(inne języki) Francesca Viñasa(inne języki) w Barcelonie w 1999 roku[7][40][41]
- Nagroda Specjalna – 50. Międzynarodowy Konkurs Muzyczny(inne języki) Giovana Battisty Viottiego w Vercelli w 1999 roku
- I Nagroda oraz dwie Nagrody Specjalne[wymaga weryfikacji?] – V Międzyuczelniany Konkurs Wokalny w Dusznikach Zdroju w 1998 roku[42]

## Osiągnięcia
Śpiewał w wielu krajach, współpracował ze 150 orkiestrami i 200 chórami z całego świata, wykonał ponad 20 partii operowych oraz ponad 140 dzieł oratoryjnych. Są wśród nich wielkie formy, jak „VIII Symfonia” oraz „Des Knaben Wunderhorn” G. Mahlera, „Requiem” G. Verdiego, „IX Symfonia” L. van Beethovena oraz „Requiem” A. Dvořáka, czy „Ein Deutsches Requiem” J. Brahmsa, a także dzieła K. Pendereckiego – „Pasja wg św. Łukasza”, „Polskie Requiem”, „Dies irae”, „Credo”, „Powiało na mnie morze snów” i „VI Symfonia”.
Występował z wieloma wybitnymi dyrygentami i współpracował ze znakomitymi orkiestrami (m.in. „Berliner Philharmoniker”, „Symphoniker Hamburg”). Brał udział w prawykonaniach utworów znanych kompozytorów i muzyków. Występował podczas znaczących festiwali. Występował w prestiżowych salach (m.in. Filharmonia Berlińska, Laeiszhalle w Hamburgu, Wielka Gildia w Rydze). W 2001 roku wykonał recital pieśni W. A. Mozarta w Gran Teatre del Liceu w Barcelonie, zaś szczególnym wydarzeniem w jego karierze było kilkukrotne wykonanie „Winterreise” F. Schuberta w roku 2019, z udziałem aktorów-narratorów: Andrzeja Seweryna, Jerzego Treli, Wojciecha Malajkata i Leszka Teleszyńskiego (Zamek Królewski w Warszawie, Narodowe Forum Muzyki we Wrocławiu, Filharmonia Pomorska w Bydgoszczy, Aula UAM w Poznaniu).
Dokonał wielu nagrań radiowych, telewizyjnych (m.in. Polskie Radio i Telewizja, BBC Radio, Radiodifusão Portuguesa, NDR Rundfunk, EBU) i albumów – nagrał około 30 płyt CD, nagradzanych Fryderykami (2008, 2009, 2016, 2019), nagrodą ''Złotego Orfeusza'' (2008, 2010, 2014) i nominacją Grammy (2008).
Jego premierą fonograficzną była nagrana w 1999 r. płyta Acte Préalable AP0025 ze światową premierą oratorium Alessandro Scarlattiego San Casimiro, Rè di Polonia.